# Чемпионат России по футболу среди женщин 1995 (первая лига)
Первая лига по футболу среди женских команд 1995 — 4-й футбольный турнир Первой лиги — второго по силе дивизиона в системе женских футбольных лиг России. Победителем Первой лиги стал клуб Кубаночка из Краснодара.

## Участники
Сводная статистика участников
учтены матчи завершённых сезонов
без учёта мячей забитых в сериях послематчевых пенальти
с учётом технических результатов

| команда        | команда          | сезоны | сезоны    | Результаты выступлений | Результаты выступлений | Результаты выступлений | Результаты выступлений | Результаты выступлений | Результаты выступлений | Результаты выступлений | Результат в сезоне 1994                 | Примечания      |
| наименование   | город            | #      | года      | И                      | В                      | Н                      | П                      | ЗМ                     | ПМ                     | РМ                     | Результат в сезоне 1994                 | Примечания      |
| -------------- | ---------------- | ------ | --------- | ---------------------- | ---------------------- | ---------------------- | ---------------------- | ---------------------- | ---------------------- | ---------------------- | --------------------------------------- | --------------- |
| Виктория-ЗАП   | Ставрополь       | 3      | 1992—1994 | 56                     | 21                     | 15                     | 20                     | 54                     | 46                     | +8                     | Первая лига, Основной турнир, 6-е место | Виктория (1992) |
| Русь-Чертаново | Москва           | 1      | 1992      | 25                     | 17                     | 6                      | 2                      | 57                     | 7                      | +50                    | Вторая лига, 4-е место                  | Русь (1992)     |
| Текстильщик    | Раменское        | 1      | 1994      | 15                     | 7                      | 1                      | 7                      | 30                     | 22                     | +8                     | Первая лига, 4-е место                  |                 |
| КАМАЗ          | Набережные Челны | —      | —         | —                      | —                      | —                      | —                      | —                      | —                      | —                      | Вторая лига, 1-е место                  | дебютант        |
| Кубаночка      | Краснодар        | —      | —         | —                      | —                      | —                      | —                      | —                      | —                      | —                      | Вторая лига, 2-е место                  | дебютант        |
| Спорт          | Воронеж          | —      | —         | —                      | —                      | —                      | —                      | —                      | —                      | —                      | Вторая лига, Основной турнир, 4-е место | дебютант        |
| Вологжанка     | Вологда          | —      | —         | —                      | —                      | —                      | —                      | —                      | —                      | —                      | Вторая лига, Основной турнир, 6-е место | дебютант        |
| Юность России  | Оренбург         | —      | —         | —                      | —                      | —                      | —                      | —                      | —                      | —                      | Вторая лига, Основной турнир, 7-е место | дебютант        |
| КМВ            | Пятигорск        | —      | —         | —                      | —                      | —                      | —                      | —                      | —                      | —                      | —                                       | дебютант        |
| ЦСК ВВС-2      | Самара           | —      | —         | —                      | —                      | —                      | —                      | —                      | —                      | —                      | —                                       | дебютант        |

По итогам сезона 1994 в Первую лигу 1995 перешли:
- из Второй лиги напрямую на повышение пришли:
  - «КАМАЗ-АЗ» (Набережные Челны), сменил название на «КАМАЗ»
  - «Кубаночка» (Краснодар)
  - «ФШМ» (Красноярск) (Молодёжная команда «Сибирячка») для сокращения расходов на перелеты переехала в Пятигорск и сменила название на «КМВ».
- в результате зимнего объединения Первой и Второй лиги из Второй лиги на повышение пришли команды: 
  - «Русь» (Москва), ставший фарм-клубом «Чертаново» и сменивший название на «Русь-Чертаново»
  - «Спорт» (Воронеж)
  - «Вологжанка» (Вологда)
  - «Юность России» (Оренбург)

По итогам сезона 1994 в Первую лигу 1995 не перешли:
- «Россия» (Хотьково) должна была перейти из Высшей лиги, но по финансовым причинам прекратила существование.
- Команды Первой лиги «Волна» (Нижний Новгород) и «Надежда» (Воскресенск) в зимнее межсезонье прекратили существование по финансовым причинам.
- Команда Первой лиги «Университет» (Москва) принял решение развиваться в направлении мини-футбола и ей на замену пришла впервые созданная молодёжная команда ЦСК ВВС-2 (Самара).

## Турнирная таблица
Итоговая таблица и результаты матчей
| Поз | Команда                   | И  | В  | Н | П  | МЗ | МП | РМ  | О  | Квалификация или выбывание |
| --- | ------------------------- | -- | -- | - | -- | -- | -- | --- | -- | -------------------------- |
| 1   | Кубаночка (Краснодар)     | 18 | 15 | 2 | 1  | 64 | 11 | +53 | 47 | Переход в Высшую лигу      |
| 2   | КАМАЗ (Набережные Челны)  | 18 | 14 | 2 | 2  | 51 | 11 | +40 | 44 | Переход в Высшую лигу      |
| 3   | Текстильщик (Раменское)   | 18 | 11 | 4 | 3  | 43 | 15 | +28 | 37 | Переход в Высшую лигу      |
| 4   | КМВ (Пятигорск)           | 18 | 9  | 4 | 5  | 37 | 15 | +22 | 31 |                            |
| 5   | Виктория-ЗАП (Ставрополь) | 18 | 8  | 4 | 6  | 26 | 22 | +4  | 28 | расформирован              |
| 6   | Русь-Чертаново (Москва)   | 18 | 7  | 2 | 9  | 29 | 40 | -11 | 23 |                            |
| 7   | Спорт (Воронеж)           | 18 | 6  | 4 | 8  | 19 | 22 | -3  | 22 |                            |
| 8   | ЦСК ВВС-2 (Самара)        | 18 | 3  | 6 | 9  | 19 | 55 | -36 | 15 |                            |
| 9   | Вологжанка (Вологда)      | 18 | 2  | 1 | 15 | 10 | 51 | -41 | 7  |                            |
| 10  | Юность России (Оренбург)  | 18 | 0  | 1 | 17 | 3  | 59 | -56 | 1  | расформирован              |

Примечания:
- За неявку (было 13 неявок) на матч команде засчитывалось поражение со счетом 3:0.

1. ↑  «Текстильщик» перед сезоном 1996 слился с клубом Высшей лиги «СиМ» и стал выступать под названием «Текстильщик-СиМ»
2. ↑  «Виктория-ЗАП» в связи с финансовыми трудностями прекратила существование в межсезонье
3. ↑  «Юность России» в связи с финансовыми трудностями прекратила существование в межсезонье

### Результаты матчей
| Команда                   | КУБ     | КАМ     | ТЕК     | КМВ     | ВИК     | РУС     | СПО     | ЦСК     | ВОЛ     | ЮНО     |
| ------------------------- | ------- | ------- | ------- | ------- | ------- | ------- | ------- | ------- | ------- | ------- |
| Кубаночка (Краснодар)     |         | 2:1 0:3 | 1:1 3:0 | 0:0 3:0 | 5:0 5:0 | 8:1 3:1 | 2:1 3:0 | 5:2 8:0 | 3:0 6:0 | 4:1 3:0 |
| КАМАЗ (Набережные Челны)  | 3:0 1:2 |         | 1:0 2:0 | 4:1 0:5 | 2:1 1:1 | 4:0 4:0 | 1:1 3:0 | 7:0 1:0 | 2:0 6:0 | 6:0 3:0 |
| Текстильщик (Раменское)   | 1:1 0:3 | 0:1 0:2 |         | 1:1 3:2 | 2:2 3:0 | 3:0 4:1 | 2:1 2:0 | 6:0 1:1 | 4:0 5:0 | 3:0     |
| КМВ (Пятигорск)           | 0:0 0:3 | 1:4 5:0 | 1:1 2:3 |         | 0:1 1:1 | 1:0 0:1 | 0:0 0:1 | 6:0 3:0 | 1:0 3:0 | 3:1 3:0 |
| Виктория-ЗАП (Ставрополь) | 0:5 0:5 | 1:2 1:1 | 2:2 0:3 | 1:0 1:1 |         | 1:0 0:1 | 0:0 0:1 | 6:0 3:0 | 3:0 1:0 | 3:1 3:0 |
| Русь-Чертаново (Москва)   | 1:8 1:3 | 0:4 0:4 | 0:3 1:4 | 1:0 0:4 | 1:0 0:1 |         | 0:2 3:0 | 4:4 1:1 | 3:2 4:0 | 6:0 3:0 |
| Спорт (Воронеж)           | 1:2 0:3 | 1:1 0:3 | 1:2 0:2 | 0:0 1:2 | 0:0 1:0 | 2:0 0:3 |         | 2:2 0:1 | 2:1 2:0 | 3:0     |
| ЦСК ВВС-2 (Самара)        | 2:5 0:8 | 0:7 0:1 | 0:6 1:1 | 0:6 0:3 | 0:6 0:3 | 4:4 1:1 | 2:2 1:0 |         | 3:1 1:1 | 0:0 4:0 |
| Вологжанка (Вологда)      | 0:3 0:6 | 0:2 0:6 | 0:4 0:5 | 0:2 0:3 | 0:1 0:3 | 2:3 0:4 | 1:2 0:2 | 1:3 1:1 |         | 2:1 3:0 |
| Юность России (Оренбург)  | 1:4 0:3 | 0:6 0:3 | 0:3     | 0:4 0:3 | 1:3 0:3 | 0:6 0:3 | 0:3     | 0:0 0:4 | 1:2 0:3 |         |

1. 1 2 3 4 5 6 7 8 9 10 11 12 13 14 15 16 17 18 19 20 21 22 23 24 25 26  Технический результат

## Лучшие бомбардиры
| Место | Игрок              | Клуб        | Голы |
| ----- | ------------------ | ----------- | ---- |
| 1     | Лариса Поликарпова | Текстильщик | 23   |
| 2     | Ольга Федченко     | Кубаночка   | 15   |
| 3     | Елена Антонова     | КАМАЗ       | 14   |
| 4     | Наталья Емельянова | Кубаночка   | 13   |
| 5     | Виталина Бензик    | Кубаночка   | 11   |
| 6     | Лилия Васильева    | ЦСК ВВС-2   | 10   |
| 7     | Юлия Матвеева      | КМВ         | 9    |
| 8     | Марина Новикова    | КАМАЗ       | 7    |
| 8     | Светлана Бикулова  | КАМАЗ       | 7    |
| 8     | Наталья Горбунова  | Текстильщик | 7    |

В список 33 лучших футболисток по итогам сезона 1995 года включена Татьяна Егорова (проведшая за ЦСК ВВС-2 16 матчей) как игрок основного ЦСК ВВС.

## Примечание
1. ↑  IV Чемпионат России по футболу среди женских команд 1995 год. womenfootball.ru. Архивировано 2022-02-06. Дата обращения: 1995-12-01. {{cite news}}: Проверьте значение даты: |accessdate= (справка)
2. ↑  М.Н.Кацман, С.О.Фадеев. Краткая энциклопедия женского футбола. — Калуга: «Калуга вечерняя», 1996. — 145 с. — 1000 экз.
3. ↑  В.И.Черкашин. От «Сибирячки» до «Енисея». — Красноярск: ООО «ИПЦ «КаСС», 2012. — 280 с. — 1000 экз. Архивировано 8 апреля 2020 года.